# Assassin's Creed III: Liberation
Assassin's Creed III: Liberation este un joc video istoric, open world, de acțiune-aventură și stealth, dezvoltat și publicat de Ubisoft, inițial publicat doar pentru PlayStation Vita. Sony a anunțat jocul la conferința de presă de la Electronic Entertainment Expo 2012, la câteva zile după ce Game Informer a dezvăluit informații despre el. A fost lansat pe 30 octombrie 2012, odată cu Assassin's Creed III, cu care poate fi conectat. Jocul a fost relansat sub denumirea de Assassin's Creed: Liberation HD pentru platformele PlayStation 3, Xbox 360 și Microsoft Windows, prin PlayStation Network, Xbox Live Arcade, respectiv Steam. A fost inclus, mai târziu, în pachetul "Assassin's Creed The Americas Collection", pentru Playstation 3 și Xbox 360, împreună cu Assassin's Creed III și Assassin's Creed IV: Black Flag.
Acțiunea poveștii are loc într-o istorie ficțională a evenimentelor din viața reală și urmărește bătălia dintre Asasini, care luptă pentru pace prin libertate, și Templieri, care doresc pace prin control. Acțiunea jocului are loc între anii 1765 și 1777, în preajma războiului Franco-Indian, având-o ca protagonistă pe Aveline de Grandpré, un asasin afro-francez ce locuiește în New Orleans-ul secolului 18.

## Gameplay
Assassin's Creed III: Liberation păstrează "gameplay-ul open world distinctiv al seriei", și profită de touchscreen-ul, camerele, giroscopul și touch-pad-ul platformei Vita. Acestea includ luptele Chain Kill, și abilitatea de a pungăși oamenii. Prin conexiunea cu Assassin's Creed III, jucătorul va primi o versiune a tomahawk-ului lui Connor, un skin exclusiv, un personaj multiplayer și o cartușieră completă pentru toată muniția. Jocul folosește același motor grafic ca și al lui Assassin's Creed III, ceea ce permite același gameplay. Aveline are propriul set de animații, dar și abilitatea de a folosi două arme în același timp, precum noua țeavă de suflat, împreună cu săbiile, cuțitele, pistoalele și lama ascunsă.
Modul multiplayer, exclusiv pentru versiunea Vita, constă din marcarea locurilor pe hartă, prin folosirea personajelor (reprezentați de portrete statistice) pentru capturarea bazelor și proviziilor, printre altele. Acesta diferă față de modul multiplayer al seriei, în care jucătorii se asasinau unii pe alții de plăcere.

## Povestea
În prezent, Abstergo Entertainment, filială a Abstergo, care se află în controlul producerii de bunuri multimedia, își lansează primul titlu major, Liberation, un joc video despre Asasinul Aveline de Grandpré. Jocul, cu toate acestea, este foarte cenzurat, iar detaliile despre războiul dintre Asasini și Templieri au fost omise, pentru a-i portretiza pe Asasini ca forța negativă. Pe parcursul jocului, ei sunt întâmpinați cu mesaje din partea grupului de hackeri numit Erudito, ceea ce le permite celor din urmă să acceseze povestea din spatele cenzurilor lui Abstergo.
Marea parte a jocului are loc în Louisiana, la sfârșitul războiului Franco-Indian, atunci când înfrângerea Franței a făcut ca orașul New Orleans să fie preluat de guvernul spaniol. Cetățenii erau nemulțumiți din cauza tranziției și din cauza controlului spaniol asupra orașului. Cu toate acestea, în 1765, guvernatorul francez Jean-Jacques Blaise d'Abbadie a negociat cu Templierul Rafael Joaquín de Ferrer ca el să rămână guvernator al orașului New Orleans. Această negociere a fost descoperită, mai târziu, de Aveline, care s-a infiltrat în conacul guvernatorului și l-a asasinat.
După aceea, de Ferrer a încheiat o altă negociere cu un om pe nume Baptiste, care spera să plece din Ordinul Asasinilor pentru cel al Templierilor. Baptiste a luat identitatea recent decedatului François Mackandal, acesta fiind un șiretlic pentru a-și atrage susținători. Planul lui era de a scăpa de nobilii orașului New Orleans și de a prelua controlul asupra contrabandei din Louisiana Bayou, cu toate că adevăratul său motiv era de a-l forța pe Agaté, Asasin și mentor al lui Aveline, să se retragă din bayou. Planul lui a eșuat, însă, deoarece Aveline l-a găsit pe Baptiste, i-a omorât susținătorii și l-a asasinat pe falsul Mackandal. 
În 1766, Templierul Antonio de Ulloa ajunge la New Orleans, pentru a fi guvernatorul spaniol. Cu toate acestea, el a lăsat controlul oficialilor francezi și a permis ca steagul francez să rămână arborat deasupra orașului. După doi ani, el a pus la cale o operațiune prin care trimitea sclavi pe o plantație din Mexic, care a creat o revoltă printre oficiali francezi și cetățenii orașului New Orleans.
Agaté i-a ordonat lui Aveline să-l asasineze pe de Ulloa și să termine odată pentru totdeauna cu prezența Templierilor în New Orleans. Aveline se confruntă cu de Ulloa, care îi spune că sclavii au fost duși la Chichén Itzá. Cu toate acestea, Aveline i-a cruțat viața și l-a lăsat să părăsească orașul, dar nu fără ca Aveline să intre în posesia unor documente ale Templierilor și o hartă care o va conduce către plantația de la Chichén Itzá. Actul de milă a lui Aveline a distrus orice urmă de încredere pe care Agaté o mai avea în propriul student, de vreme ce ea nu a respectat ordinele primite.
Aveline s-a deghizat ca sclavă pentru a ajunga la plantația de la Chichén Itzá. Acolo, ea a auzit de la un alt sclav că Jeanne, mama lui Aveline, se află la Chichén Itzá. Aveline a investigat și a găsit o pagină din jurnalul lui Jeanne și o hartă care a condus-o către un artefact localizat înăuntrul unui peșteri. După exploarea peșterii, ea a găsit o cameră antică, plină de ruine ale Primei Civilizații, împreună cu un fragment al artefactului pe care ea îl căuta, cunoscut ca Discul Profeției. Aveline îl întâlnește pe de Ferrer, și îl omoară pe el și oamenii săi. Ea a fost reunită cu mama ei, care a avertizat-o ca discul să nu cadă în mâinile lui Agaté.
Doi ani mai târziu, Aveline se întoarce la New Orleans pentru a găsi un om pe nume Vázquez, care folosea soldați spanioli pentru a pune mâna pe bayou. Ea îl suspectează ca fiind șeful Templierilor din Louisana, cunoscut și ca „the Company Man”, pe care de Ferrer îl menționase la Chichén Itzá. După ce a trimis și ultima parte a Discului Profeției la Chichén Itzá, Aveline se reîntoarce la New Orleans pentru a elibera sclavii din oraș. Mama ei vitregă, Madeleine de L'Isle, a devenit conștientă de ocupațiile ei și a întrebat-o dacă poate să ajute un sclav, pe nume George, să fugă în nord. În timp ce îl escorta prin mlaștină, ea s-a întâlnit cu aliații săi, Élise Lafleur și Roussillon, pe care i-a ajutat în furnizarea proviziilor pentru Patrioții Americani care luptau în Războiul revoluționar american. Vázquez a încercat să o oprească pe Aveline și aliații ei prin trimiterea de soldați spanioli în calea ei, dar Aveline îi învinge și se asigură că George și proviziile ajung la destinație. După reîntoarcerea în oraș, Aveline participă, deghizată, la un bal al guvernatorului, și reușește să se apropie de Vázquez, după care îl asasinează. Cu toate acestea, spre surpriza ei, Vázquez a dezvăluit că nu el este „the Company Man”. După aceea, Aveline a aflat că tatăl ei, care era bolnav de ceva vreme, a murit. 
În 1777, Aveline se îndreaptă către Frontiera din New York, unde se aliază cu Asasinul Connor în căutarea unui ofițer Templier, care lucra pentru „the Company Man”. Ea descoperă că ofițerul este George, același sclav pe care l-a eliberat acum câțiva ani, iar „the Company Man” nu era nimeni altcineva decât Madeleine. După ce o confruntă pe mama ei vitregă la conacul ei, Aveline merge în bayou, unde se întâlnește cu Agaté, pentru a-l informa despre descoperirea făcută. Agaté, crezând că Aveline s-a alăturat Templierilor, o atacă. Aveline îl învinge și încearcă să-l convingă să părăsească Louisiana, dar Agaté nu putea trăi cu umilința primită și încearcă să se sinucidă. În momentul realizării acestui lucru, Aveline încearcă să-l salveze, dar nu reușește decât să salveze medalionul de la gâtul acestuia.
După moartea mentorului său, Aveline a văzut oportunitatea de a se infiltra în Ordinul Templierilor și de a-l eradica. După reîntoarcerea la New Orleans, ea pleacă spre catedrala Sf. Ludovic, unde îi dă medalionul lui Madeleine, pentru a-și arăta supunerea. După aceea, ea este introdusă în Ordinul Templier de către mama sa vitregă. Aveline îi înmânează cele două jumătăți ale Discului Profeției, la care Madeleine a mai adăugat o parte care să le țină pe cele două împreună. Cu toate acestea, nu a putut descifra mesajul dinăuntru. Aveline a văzut momentul oportun de a ataca și a lua înapoi Discul Profeției. Ea a eliminat toți Templierii dinăuntrul catedralei și a asasinat-o pe Madeleine.
Fiind singură în catedrală, Aveline se duce către altar, unde era amplasat Discul Profeției. Ea a conectat colierul purtat la gât, care aparținuse mamei sale, cu artefactul, care a arătat o înregistrare holografică în care se afla un mesaj din vremea Primei Civilizații. Acest mesaj spunea despre Eva ca lider al revoltei din timpul Războiului dintre Oameni și Prima Civilizație.

## Lansare
Assassin's Creed III: Liberation a fost lansat pe 30 octombrie 2012, în aceeași zi cu Assassin's Creed III. Jocul este disponibil într-un pachet PS Vita, împreună cu un cristal nou alb Wi-Fi Vita și un card de memorie de 4GB.  În Japonia, a fost lansat sub numele de Assassin's Creed III: Lady Liberty.
Pe 10 septembrie 2013, a fost anunțat că jocul va fi relansat sub numele de Assassin's Creed: Liberation HD pentru PlayStation 3, Xbox 360 și Microsoft Windows, via PlayStation Network, Xbox Live Arcade, respectiv Steam, în 2014. Jocul se aseamănă cu III, conținând însă și muzică nouă, AI și animații faciale. Au fost adăugate misiuni noi, iar misiunile specifice Vita au fost înlăturate, precum și un mod multiplayer, dar și un minijoc Quick Time Event. Jocul s-a lansat pentru PlayStation 3 pe 14 ianuarie 2014 în America de Nord și pe 15 ianuarie 2014 în Europa. Versiunile pentru Microsoft Windows și Xbox 360 au fost lansate mondial în data de 15 ianuarie 2014.

## Conținut adițional
Achiziționarea lui Assassin's Creed III pentru platforma PlayStation 3 îi oferă jucătorului abilitatea de a se conecta la Liberation și o misiune exclusivă în Liberation de a juca în rolul lui Connor sau al lui Aveline, precum și un Skin pentru modul multiplayer și o cartușieră. A existat și un DLC promoțional, intitulat Mysteries of the Bayou, care venea pentru cei care au pre-comandat jocul. Conținea o armă exclusivă, o pălărie de aligator, un Skin pentru modul multiplayer și mai multe cartușiere.
În afară de Skin-ul pentru modul multiplayer, care a fost eliminat, toate acestea se află și în relansarea HD. 

## Muzica
Coloană sonoră a jocului a fost compusă de Winifred Phillips și a fost produsă de Winnie Waldron. Albumul coloanei sonoră a fost lansat de Ubisoft Music în aceeași zi cu lansarea lui Assassin's Creed III: Liberation, 30 octombrie 2012.  Împreună cu producătoarea Winnie Waldron, Winifred Phillips a obținut câteva premii pentru munca ei la acest proiect. Pentru compunerea muzicii jocului Assassin's Creed III Liberation, Phillips a câștigat un Global Music Award pentru excelență în muzică.  Compozitoarea Winifred Phillips și producătoarea Winnie Waldron au câștigat premiul Hollywood Music în 2012 pentru coloana sonoră a lui Assassin's Creed III: Liberation. Melodia principală a lui Assassin's Creed III: Liberation a câștigat premiul G.A.N.G. la categoria "Cel Mai Original Cântec."'  Coloana sonoră a lui Assassin's Creed III Liberation a câștigat premiul GameFocus în 2012 pentru Cea Mai Bună Muzică. Coloana sonoră a jocului a primit și nominalizări din partea GameZone Awards, IGN Awards, dar și din partea G4TV X-Play.
Coloana sonoră a lui Assassin's Creed III Liberation a fost primită cu succes atât din partea criticilor muzicali de jocuri, cât și din partea criticilor muzicali. Robert Workman de la GameZone scria: "Muzica este superbă," iar Evan Narcisse de la Kotaku a numit coloana sonoră, "un succes surprinzător." Jen Bosier de la VideoGameWriters a zis că muzica lui Assassin's Creed III Liberation a fost: "fără îndoială, cea mai bună coloană sonoră de până acum a seriei." Criticul muzical Randall Larson de la BuySoundtrax.com a spus că: "Este o coloană sonoră bună, pe care până și cei care nu se joacă ar trebui să o aprecieze, datorită faptului că este dinamică și captivantă." Criticul Lucas Smith de la Piki Geek a spus că: "coloană sonoră va deveni una dintre cele mai bune a acestui an."
| Coloana sonoră Assassin's Creed III Liberation |                                |         |  |
| Nr.                                            | Titlu                          | Lungime |  |
| 1.                                             | „Liberation Main Theme”        | 2:01    |  |
| 2.                                             | „Stealth”                      | 2:11    |  |
| 3.                                             | „Virtual Pursuit”              | 2:12    |  |
| 4.                                             | „The Docks”                    | 2:02    |  |
| 5.                                             | „Abstergo Ops”                 | 3:43    |  |
| 6.                                             | „Secrets of the Bayou”         | 2:02    |  |
| 7.                                             | „Poverty”                      | 2:10    |  |
| 8.                                             | „Aveline's Escape”             | 3:36    |  |
| 9.                                             | „Society Suite in 4 Movements” | 7:16    |  |
| 10.                                            | „Ride to Oblivion”             | 2:12    |  |
| 11.                                            | „Mayan Labyrinth”              | 2:04    |  |
| 12.                                            | „Chasing Freedom”              | 2:19    |  |
| 13.                                            | „The Hunt”                     | 2:13    |  |
| 14.                                            | „Bayou Fortress”               | 2:00    |  |
| 15.                                            | „Safe Harbor”                  | 2:07    |  |
| 16.                                            | „Shanty Town”                  | 2:01    |  |
| 17.                                            | „Deliverance”                  | 2:27    |  |
| 18.                                            | „Winter in the North”          | 2:04    |  |
| 19.                                            | „The Cathedral Grounds”        | 2:05    |  |
| 20.                                            | „Animus”                       | 2:27    |  |
| 21.                                            | „In the Bayou”                 | 2:23    |  |
| 22.                                            | „Mayan Ruins”                  | 2:03    |  |
| 23.                                            | „River of the Mayans”          | 2:35    |  |
| 24.                                            | „Agate's Power”                | 3:26    |  |
| 25.                                            | „In the Service of Humanity”   | 3:11    |  |
| 26.                                            | „Virtual Reality Room”         | 3:26    |  |

## Recepție
Primele recenzii ale lui Assassin's Creed III: Liberation au fost mixte. Metacritic i-a acordat jocului 70/100, indicând "recenzii mixte sau mediocre".
Shaun McInnis, critic la GameSpot, i-a acordat jocului o notă de 6.5/10, lăudând protagonistul: "...o femeie născută din dragostea dintre un tată bogat și o mamă sclavă, cineva care a trecut peste situația dificilă și s-a alăturat Frăției Asasinilor". McInnis a apreciat și cadrul, zicând: "...o versiune briliantă a New Orleans-ului din secolul 18, una care reflectă minunat ambientul cultural, format în decursul anilor într-un port comercial francez". Cu toate acestea, el a scris și că: "își irosește cele mai unice idei...Liberation nu profită de propriul format narativ", iar povestea este "livrată în grabă și fără vreun scop".
Greg Miller de la IGN spus că: "Mișcările și asasinările așteptate sunt aici, dar povestea se rezumă doar la a merge înainte și înapoi. Asta mai înlătură din emoție atunci când îl joci", și i-a acordat o notă de 7.2/10. În decembrie 2015, Game Informer a clasat jocul pe locul 10 în ierarhia seriei Assassin's Creed.